# When Mary Grew Up
When Mary Grew Up è un cortometraggio muto del 1913 diretto da James Young che appare anche nel cast tra gli interpreti. George D. Baker firma qui la sua prima sceneggiatura. Un altro esordio è quello di Wally Van, un attore che poi intraprenderà la carriera di regista.

## Produzione
Il film fu prodotto dalla Vitagraph Company of America.

## Distribuzione
Il film - un cortometraggio in una bobina - uscì nelle sale cinematografiche statunitensi il 28 gennaio 1913, distribuito dalla General Film Company